# Kamener Kreuz
Kamener Kreuz – węzeł na skrzyżowaniu autostrad A1 i A2 (Warschauer Allee) w okolicy miejscowości Kamen, w Niemczech.
Węzeł jest drugim najstarszym w Niemczech węzłem w kształcie koniczynki, tuż po węźle Schkeuditzer Kreuz. W latach 2006–2009 węzeł przebudowano. Po zakończeniu prac zmianie uległ przebieg łącznicy relacji Berlin – Kolonia.

## Natężenie ruchu
Dziennie przez węzeł autostradowy Kamen przejeżdża około 150 tys. pojazdów.
| Z                       | Do                    | Średnie dzienne natężenie ruchu |
| ----------------------- | --------------------- | ------------------------------- |
| AS Hamm/Bergkamen (A1)  | Kamener Kreuz         | 63 200                          |
| Kamener Kreuz           | AS Kamen-Zentrum (A1) | 87 100                          |
| AS Kamen/Bergkamen (A2) | Kamener Kreuz         | 51 600                          |
| Kamener Kreuz           | AS Bönen (A2)         | 66 100                          |

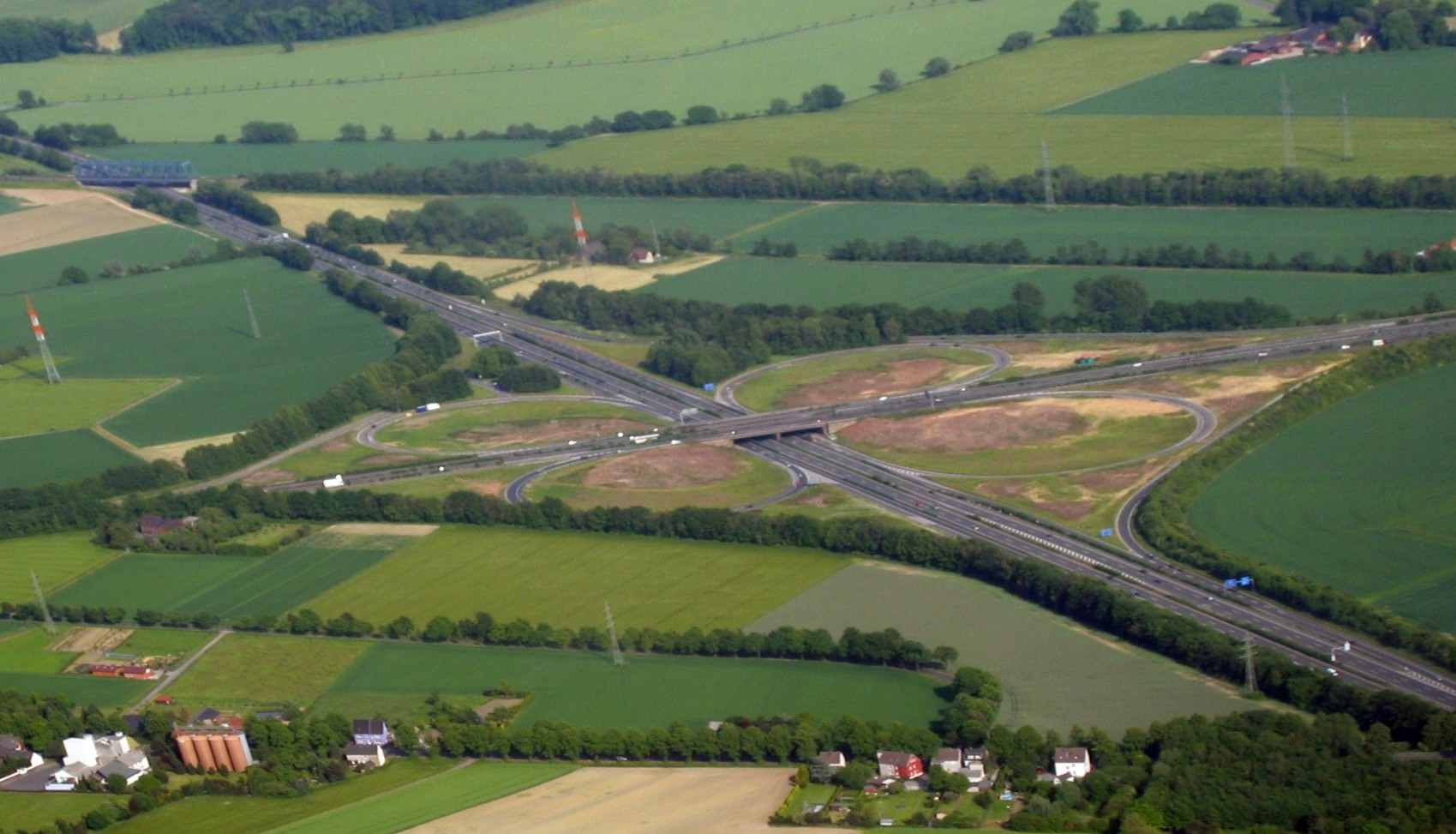
Zdjęcie lotnicze węzła sprzed przebudowy (2006).
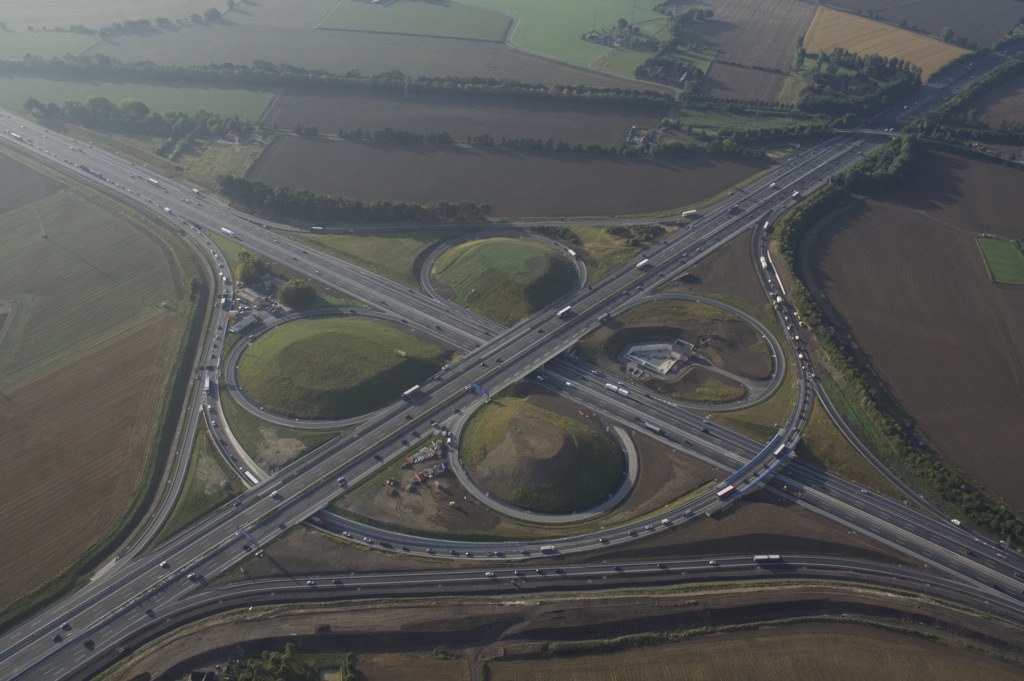
Zdjęcie lotnicze węzła po przebudowie (w dzień oddania do użytku).